# ユーロファイター タイフーン
ユーロファイター タイフーン EF-2000
イギリス空軍のタイフーン ZJ924号機
（2007年3月撮影）
- 用途：戦闘機
- 分類：マルチロール機
- 製造者：ユーロファイター社（英語版）
- 運用者：
  -  イギリス（イギリス空軍）
  -  イタリア（イタリア空軍）
  -  スペイン（スペイン空軍）
  -  ドイツ（ドイツ空軍）等
- 初飛行：1994年3月27日
- 生産数：581機（2022年[1]）
- 運用開始：2003年8月4日
- 運用状況：現役
- ユニットコスト：9,000万ユーロ

ユーロファイター タイフーン（Eurofighter Typhoon）は、NATO加盟国のうちイギリス、ドイツ（計画開始当時は西ドイツ）、イタリア、スペインのヨーロッパ4か国が共同開発した戦闘機。デルタ翼とコックピット前方にカナード（前翼）を備え、カナードデルタ（canard-delta）と呼ばれる形式の機体構成をもつマルチロール機である。

## 開発経緯

### 背景
1970年代、アメリカ合衆国やヨーロッパの各国空軍には、冷戦で対峙するソ連空軍やソ連防空軍の新型戦闘機の登場に際し、自国の戦闘機が陳腐化し始めたという認識が生まれた。1977年までにフランスはSEPECAT ジャギュアの代替、西ドイツ（当時）はF-104の代替、イギリスはジャギュアとホーカー・シドレー ハリアーの代替を検討していた。
イギリス空軍はジャギュアやハリアーより多くの搭載量を持ち、低コストで空対空戦闘能力に秀で、かつ、ハリアーのように短距離で離陸が可能な戦闘機を望み、AST（Air Staff Target）396計画を発動した。しかし、一機種の戦闘機にあまりに多くの性能を要求しすぎていると分析されたため、計画は見直された。1972年に空対空戦闘能力に絞った戦闘機として仕様書AST 403を発行し、ブリティッシュ・エアロスペースでP.106Bが設計された。西ドイツのメッサーシュミット・ベルコウ・ブロームは西ドイツ空軍（当時）から出されたTKF-90（Taktisches Kampfflugzeug 1990、戦術戦闘機1990）計画の条件に合う制空戦闘機の開発を行っていた。

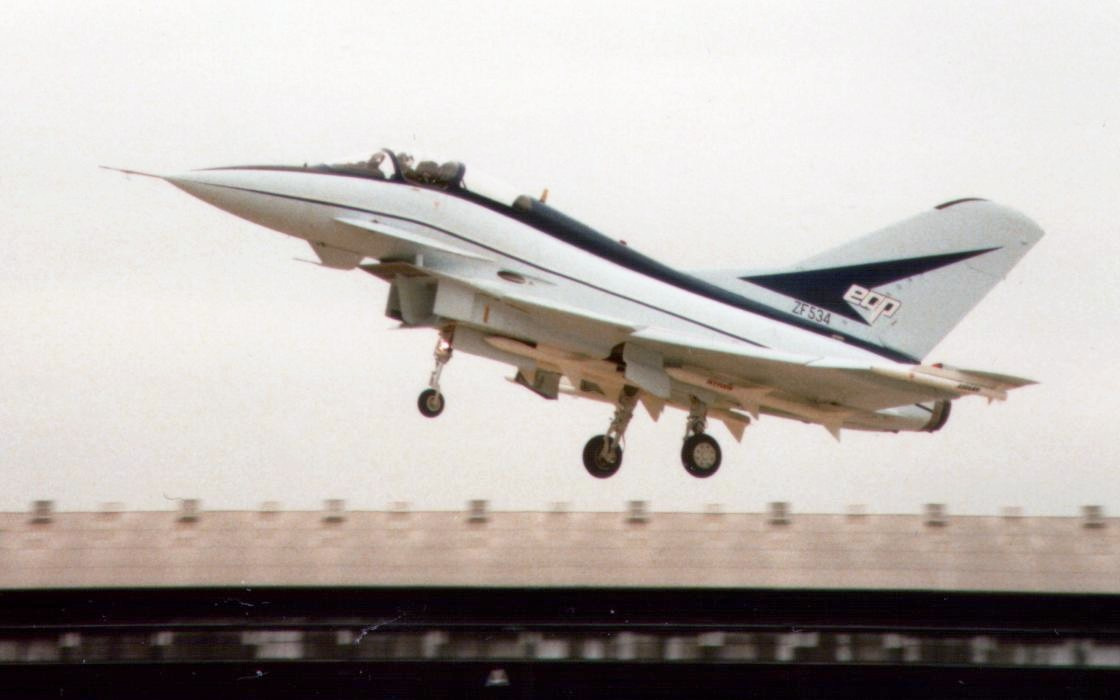
EAP

それぞれ独自の開発が進んでいた状況であったが、1979年にイギリスと西ドイツの間で共同開発の協定が結ばれた。引き続きイギリス側はブリティッシュ・エアロスペース、ドイツ側はメッサーシュミット・ベルコウ・ブロームが設計を担当した。この計画は当初ECF（European Collaborative Fighter）と名付けられ、後にECA（European Combat Aircraft）とプログラム名は変更された。両国とも冷戦の軍事支出による予算の制約があったことから、他国の参加が求められ、フランスとの協議によりダッソーを基幹に参加が決まった。
フランスは開発費用の拠出に消極的であったことが1980年の政府間協議において問題化した。西ドイツのTKF-90やイギリスのP.106Bは1981年までに開発が中止された。ブリティッシュ・エアロスペースは独自に輸出向けとしてP.106Bを基にP.110を設計したが、顧客は現れなかった。しかし、TKF-90とP.110のコンセプトを取り入れたパナヴィア トーネードのモックアップが1982年にファーンボロー国際航空ショーにおいて公開された。その後、フランスが後のダッソー ラファールとなるACX（Avion de Combat Expérimental）の開発を開始したため、イギリスはEAP（Experimental Aircraft Program）の開発を開始し、EAPの開発費援助を受けるため1983年5月にイタリアのアエリタリアと契約した。

### 共同開発計画
1983年にイギリス、フランス、西ドイツ、イタリアに加えてスペインの5か国でEAPを基にした設計に合意がなされ、詳細の協議が始まった。しかし、イギリスとスペインがマルチロール機を希望していたのに対し、西ドイツとイタリアは制空戦闘機を希望していた。これらの設計にはSTOL性能や視程外射程（BVR）戦闘能力も含まれ、F/EFA（Future European Fighter Aircraft）と称した。1985年8月の会議で議論は行き詰まり、F/EFAとは別にイギリス、ドイツ、イタリアの3か国で新たなEFA（European Fighter Aircraft）プログラムが立ち上げられた。
1986年6月にスペインがEFAへ参加し、イギリスと西ドイツにそれぞれ33%、イタリア21%、スペイン13%の作業分担が合意された。生産は1992年開始を目指した。計画は1987年9月に正式な仕様が発行された。フランスはF-8E（クルセイダー）の後継となる艦載機としても運用したい思惑から小型で軽量な機体を望み、多用途性を重視した他国との間で空虚重量をどうするか（9,500kg以上か否か）の溝が埋まらず、またパワープラントに自国産のスネクマ M88を採用することを最後まで妥協せず、1985年8月15日に共同開発計画から脱退した。
1986年に計画を管理するユーロファイター社とパワープラントのEJ200の開発を管理するユーロジェット・ターボ社が設立され、EAPの成果を認めたユーロファイター社は1987年以降の試験に資金を提供する事を決定した。運用開始時期は当初計画の1990年代前半から1997年に延びたものの開発はこのまま順調に進むと思われた。
ベルリンの壁崩壊に続くドイツ再統一で、東ドイツ地域のインフラ整備に多額の資金が必要となったことにより、1992年にドイツが開発コスト問題から計画の脱退を示唆。この動きに対し、複数の代替案が検討されたが、代替案の全てが今まで以上のコストがかかるか、仮想敵機であるソ連／ロシア製のMiG-29やSu-27に能力面で劣るものばかりであった。同年年末に開発参加国の国防相会議が開催され従来の計画を維持することを確認した。方針維持の要因として、これまでに投入された資金が無駄になること、外国製戦闘機の導入を行っても大幅なコストの削減ができないこと、参加国の航空機産業からの圧力があった。

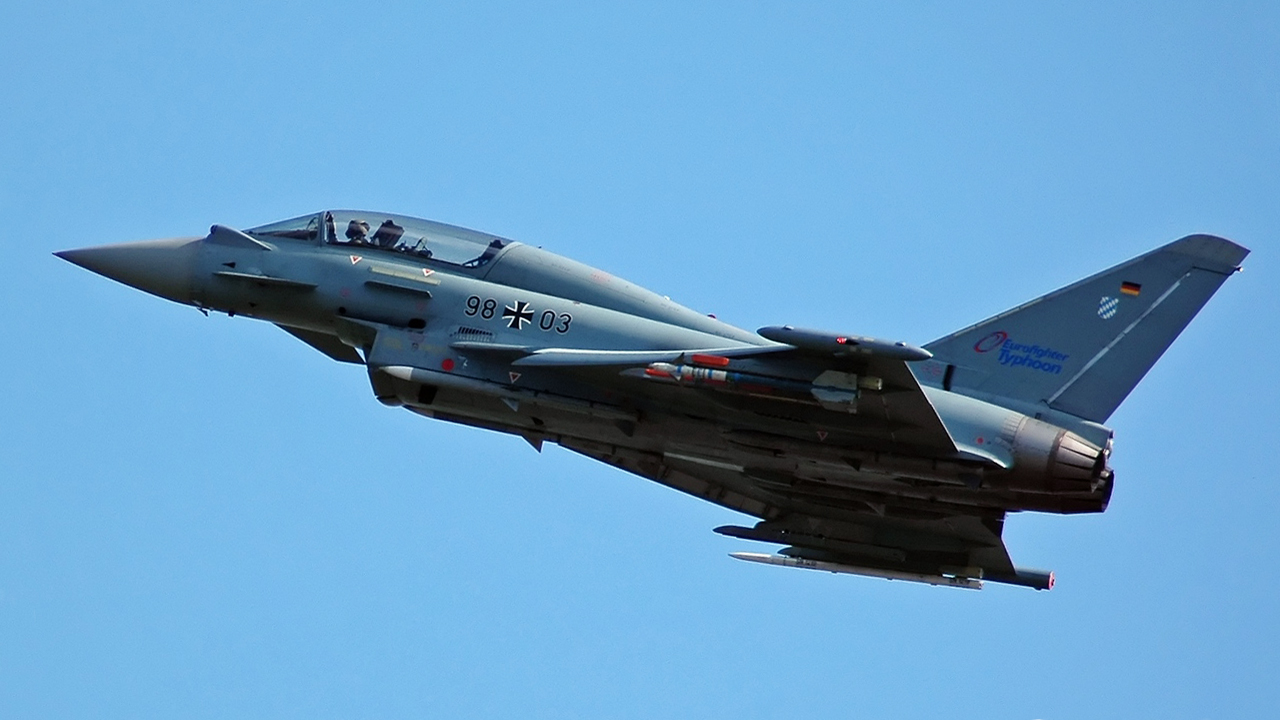
ドイツ空軍のEF-2000（複座型）

計画の推進が確認された後に、政治的な理由から想定運用開始時期を遅らせ2000年からの運用としたため、機体名称の変更が行われた。名称はEFAからEF（Eurofighter）-2000に変更され、1998年9月には輸出市場向けの機体の愛称をタイフーン（Typhoon）とすることが決まった。
ただし、第二次世界大戦において対ドイツ戦に活躍したイギリス空軍の戦闘爆撃機「ホーカー タイフーン」を想起させることから、特にドイツでこの名称に抵抗があり、計画参加4か国でタイフーンを正式名称としているのはイギリスのみである。他国では単にユーロファイターと呼ばれている。なおBAEシステムズの日本語公式ウェブサイトでは、ユーロファイター・タイフーンと表記されている。
| イギリス | BAe（33%） 後継：BAEシステムズ       | 単座型：タイフーン F.2（ブロック2/2B）/FGR.4（ブロック5以降） 複座型：タイフーン T.1（ブロック1/2/2B）/T.3（ブロック5以降） |
| ドイツ   | MBB（33%） 後継：EADS-ドイツ         | ユーロファイター EF-2000 |
| イタリア | アエリタリア（21%） 後継：アレーニア | EF-2000 |
| スペイン | CASA（13%）                          | 単座型：C.16 複座型：CE.16                                                                                                  |

イタリアとドイツの単座型と複座型は機体ごとのナンバーで識別している。2002年夏から量産が開始された。アフターバーナーなしで超音速飛行を可能としており、機体構成などが他の4.5世代型のヨーロッパ製戦闘機と共通する点が多い。

### 関連報道
『ロンドン・イブニング・スタンダード』2004年5月24日付に飛行制限問題が掲載され、コンピューターおよびディスプレイの問題で悪天候時の高機動運動が危険であると報じられた。
2008年8月20日付イギリスの経済紙『フィナンシャル・タイムズ』は、「イギリス国防省が発注したユーロファイターの一部が財政難で購入が難しい、しかしキャンセルすると膨大な違約金が発生するため、日本を始め、サウジアラビア、インドなど数ヶ国に購入を打診している」と報じた。しかし、BAEシステムズは2008年国際航空宇宙展で「（日本とは）ライセンス生産を前提とした提案活動を行っており、同紙の報道は誤りである」と強調した。また、この時、ブラックボックスも設けないことを明らかにしていた。さらに会場で配られた資料によれば、三菱重工業・三菱電機・IHIとの間でライセンス生産に向けた話し合いが行われていると明記されていた。
2011年10月10日付の『産経新聞』において、技術開示や、日本国内でのライセンス生産の容認、日本国産兵装の搭載が可能であるなど、日本に最も好条件であり、防衛産業維持、リスク分散の面からもユーロファイターを選定するべきという趣旨の記事が掲載された。
2014年10月1日、ドイツ国防省が後部胴体に欠陥が見つかったため、納入の見合わせおよび同型機の年間飛行時間を現行の3,000時間から1,500時間に減らす決定をしたことが報じられた。この欠陥は、リベットの穴の位置が基準にあっておらず研磨も不十分というものだった。

## 機体

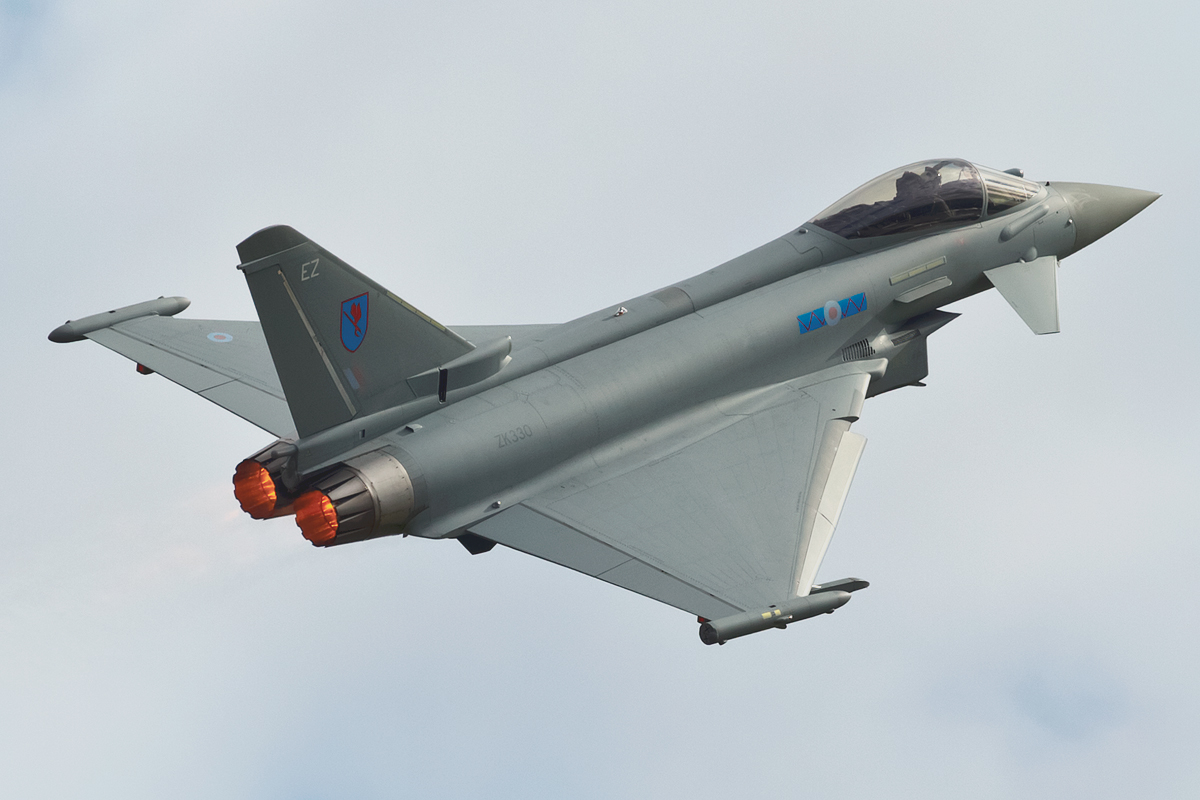

クロースカップルド・デルタ翼はデジタル・コンピュータに常時制御されていて、操縦者の命令に従い安全な飛行姿勢が維持できる範囲内で最適化され、超音速飛行時だけでなく低速時でも安定性が確保される。ただし、カナード翼はコクピット前方下面に設けられているため、パイロットの下方視界を著しく妨げる。よって地上では下方視界確保のため前傾状態にすることが多い。一般にライバルとされている、ラファールやグリペンのカナード翼がコックピット後方に設けられている点で、対照的である。このため空力学的には通常の無尾翼デルタ翼と変わらず、最大仰角はF-16以下に留まっている。
操縦者は耐Gスーツと加圧呼吸装置で長時間9Gに耐えられる。これにより急激な速度変化や旋回が可能となった。人体と機体が耐えられる限界は9Gである。なお、従来機ではこの荷重に数秒しか耐えられない。

装備するユーロジェット EJ200は小型で大出力、高推力重量比、低燃費といった特色を併せ持っており、F-22と同様に、アフターバーナーを使用しなくても超音速飛行が可能でありスーパークルーズ性能を備える。空虚重量でマッハ1.5、全備重量でマッハ1.3を発揮できる。

## 特徴

### 電子機器

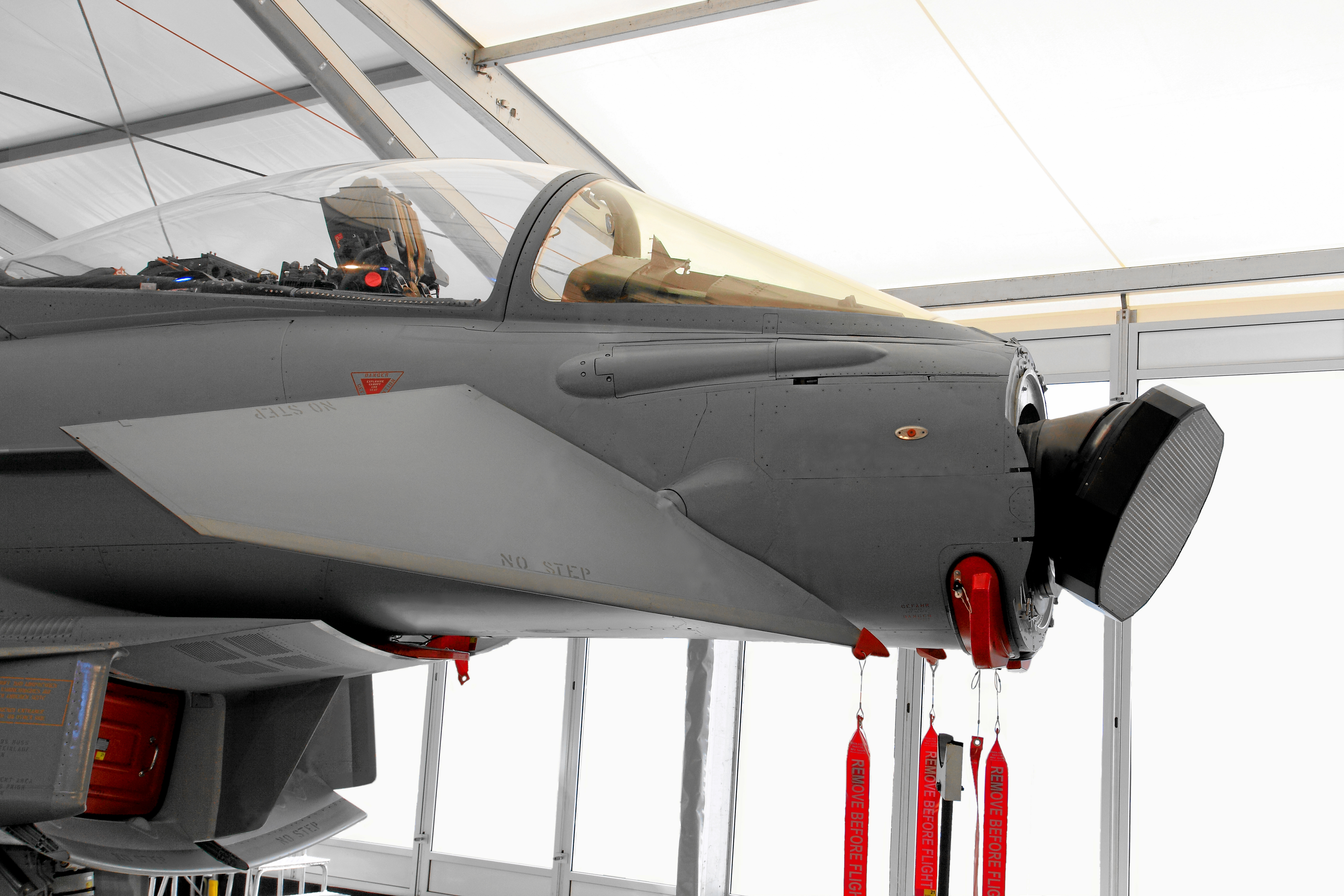
キャプターEを搭載したデモンストレーター機

#### レーダー
トランシェ1・2が搭載するレーダーのCAPTOR（キャプター）は、ユーロレーダー社製の多モードパルス・ドップラー・レーダー（メカニカルスキャン方式）。アンテナ直径約70cm。チャンネル数：3チャンネル。戦闘機レベルの大きさの目標については約160km、大型目標では約320kmの探知能力があり、同時に20個の目標の追跡ができるという。
トランシェ3では、フロントエンドを改良したアクティブフェーズドアレイレーダー方式のキャプターEが搭載される予定であるが、導入国間に意見の相違がある為、当初計画の約45%に当るトランシェ3Aにおける搭載は見送られる見通し。デモンストレーション用のキャプターEは2007年5月より飛行試験を開始しており、探索距離など、巡航ミサイルのような小型目標やステルス性のある目標を探知する能力に資する性能向上を目指すといわれる。しかし、開発用レーダーの飛行試験は予定より2年遅れた2016年7月に開始され実用化は遅れており、量産品はクウェート向けの機体から本格的に装備が始まる予定。
なお、CAPTORは旧称をECR90、キャプターEは別名をCAESAR（カエサル、シーザー）と言う。

#### DASS
防御支援サブシステム（DASS; Defensive Aids Subsystem）は以下の各機器により構成される。
- DAC 防御支援コンピューター
- RWR レーダー警報受信機[9]
- ESM 電子戦支援装置
- LWR レーザー警戒受信機
- MAW ミサイル接近警戒器
- チャフ・フレアディスペンサー
- ジャミング発生装置
- 曳航式デコイ

各種システムを統合化する防御支援コンピュータ（DAC）は、機体の全周をカバーする各センサーにより探知した脅威の内容を判断し、自動的に最も適切な方法で対処するようになっている。
タイフーンの自己防御システムは、キャノピー下の両側と主翼後縁付け根のレーザー警戒装置、主翼前縁付け根と垂直安定板内のミサイル接近警報装置、主翼両端の筒の中にECM装置とESM装置を備え、イギリス向けの機体は右側筒の標準のECM装置を外して曳航式デコイ2基を内蔵するECM装置に変更している。

#### PIRATE（赤外線捜索追跡装置）

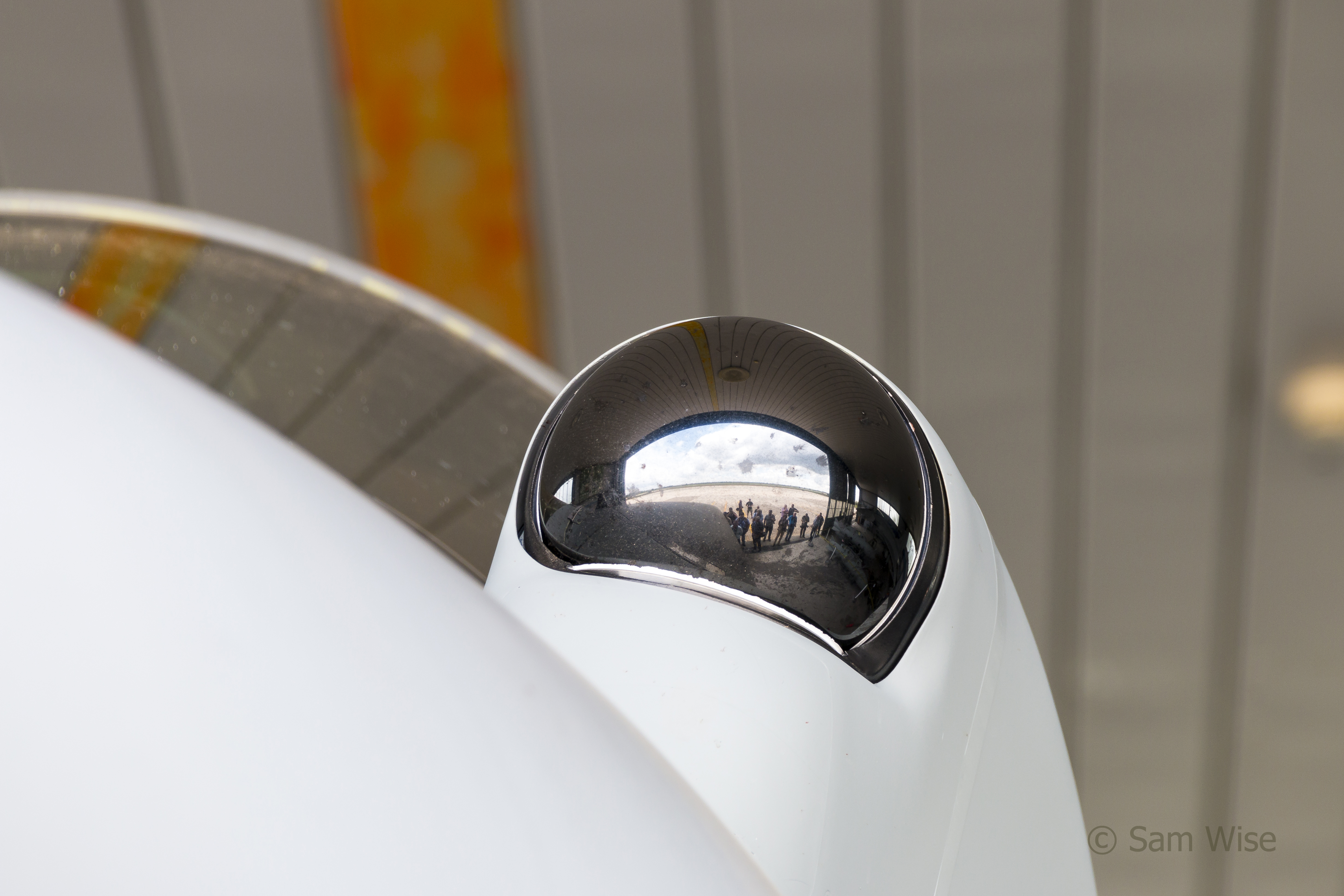
PIRATE

PIRATE（IRST）は、探知走査中にも追跡機能を持つ。さらに空中と地表上の両目標への対処能力を有し、航法用にも前方監視赤外線画像を利用でき、情報は操縦席のヘッドアップディスプレイや多機能表示装置、ヘルメット装着式表示装置などの、いずれにも表示させる事ができる。ユーロファーストが開発したこの装置は、戦闘機サイズの目標が発する赤外線を145kmの距離で探知でき、複数目標の同時処理も可能。
ドイツは機体の価格を引き下げるためにこの装備を搭載しておらず、ドイツが組み立てを行ったオーストリア空軍機にも搭載されていない。

#### MIDSデータ・リンク端末
ユーロファイター タイフーンは、多機能情報伝達システム（MIDS）のMIDS-LVT(1)端末を搭載しており、北大西洋条約機構（NATO）の新しい標準的戦術データ・リンクであるリンク 16（TADIL J）のネットワークに参加することができる。リンク 16は、海軍用のリンク 11と空軍用のリンク 4を統合する新しい規格であり、航空自衛隊やアメリカ軍の作戦機、早期警戒管制機、地上レーダーサイトに加えて、イージス艦や航空母艦やパトリオット地対空ミサイル部隊など他軍種の部隊との情報共有をも実現するもので、その情報を元に効率的な統合作戦行動を可能とする。データリンク情報はコックピット内にある3基のMFD（多機能ディスプレイ）に表示される。
一部のメディアではタイフーンがヨーロッパ製であるため、アメリカ軍との共同作戦が難しいといった報道があるが、アメリカ軍との連携に問題は発生していない。

#### VTAS
VTASとは、HOTASの概念が導入された、各種スイッチ類が付いたスロットルレバーと操縦桿、そして直接音声入力（DVI）によって構成され、パイロットの作業効率を上げるための装置である。
DVIは音声で以下のシステムの操作を行える。
- 各種データ入力
- 多機能ディスプレイのモード切替
- 無線や航法装置の周波数切り替え
- 目標選択
- 僚機への目標割り当て

DVIは1970年代から研究されていたが、機械による人間の音声の識別が難しいことや個人の発音の癖などを解決することができず、実用化に至らなかった。ユーロファイターでは音声で操作できる機能を限定し、予め録音した操縦者の音声を操作に割り当てることで、原語や発音の癖を問わず、このシステムを実現した初の戦闘機となった。

#### HMSS（ヘルメット装着式シンボリックシステム）

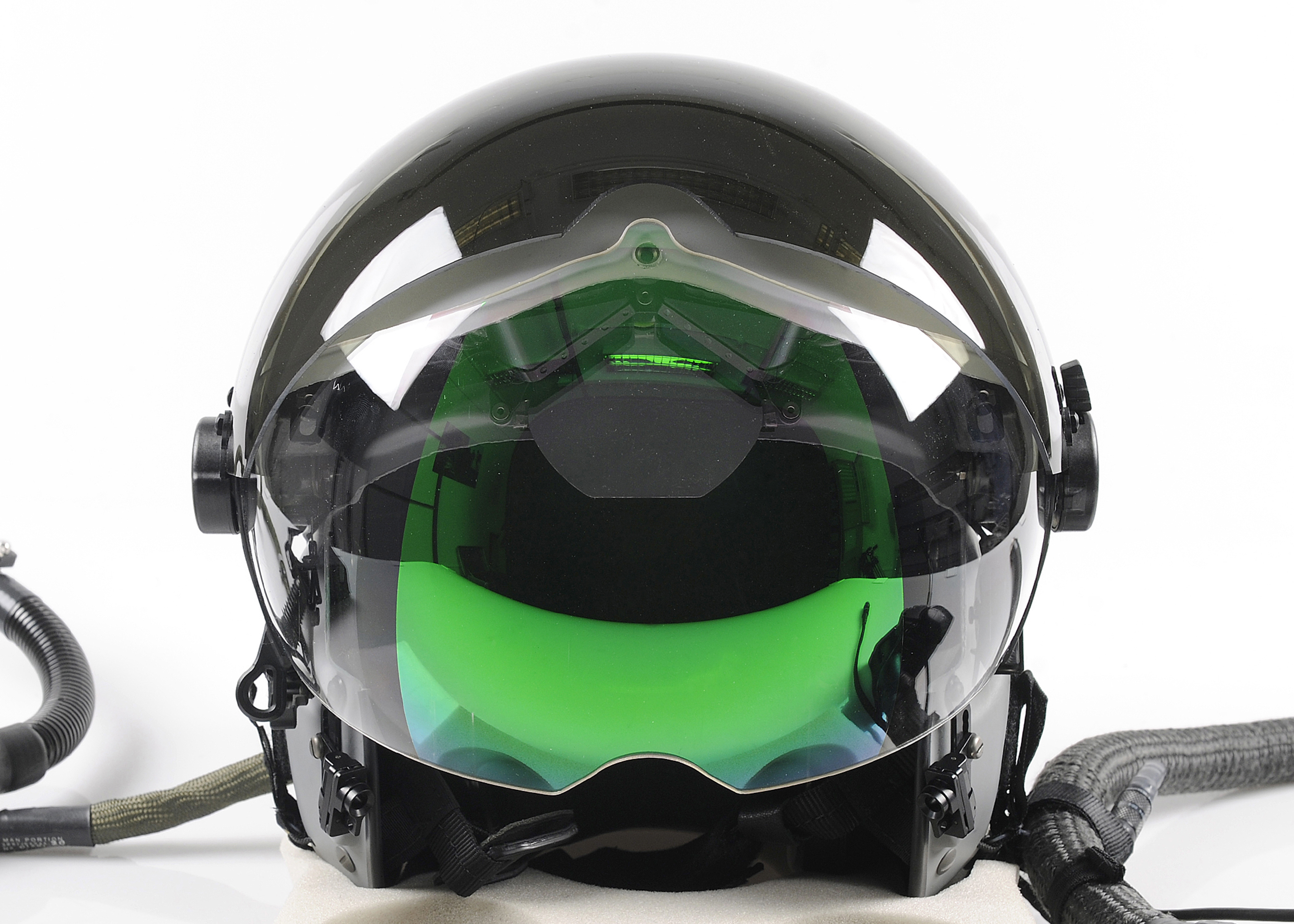
HMSS

JHMCSに該当するもので、ヘルメット自体に多くのセンサーが付けられ、パイロットは機体の各種センサー、電子機器類が取得した情報を融合してラスタースキャン型バイザーに投影して見ることが可能で、オフボアサイト照準能力の他、夜間飛行の際にPIRATEの映像を映し出せる。両脇には夜間飛行用の暗視スコープを搭載可能。炭素繊維複合材が使用されており重量が2kg以下と軽く、パイロットへの負担が少ない。2010年7月より、各国空軍に納入され始めた。「ストライカー」の別名でも呼ばれる。
2014年7月18日、ストライカーIIが公開された。ストライカー IIは完全にデジタル化されており、光学・慣性技術によって優れたトラッキング機能を持つ。ヘルメットには暗視装置（解像度1600x1200、フレームレート60Hz）が内蔵されており別途装着していた暗視スコープを不要とすることでパイロットの首への負担を軽減し快適性を高めている。映像の調整は自動化されて日光の変化にシームレスに対応できるようになったほか、デジタルズーム機能などが新たに追加された。ストライカーIIには開発が中止されたF-35の代替ヘルメットの技術が生かされているとされている。

#### 飛行操縦システム関連
- ケアフリーハンドリング機能

パイロットがどのような操作を行っても飛行状態が異常にならないように自動的に操縦システムが制御するもので、失速、オーバーG、スピン、デバーチャーなどを防ぐ効果がある。
- 混乱時回復機能

自機の飛行状態を把握できない混乱（空間識失調など）に陥った場合でも、ボタン1つで自動的に300ノットの速度を維持したまま機体姿勢を水平に保ち、安定させるなどパイロットの安全をサポートする。

## 能力
BAEシステムズ社のマーケティング資料では、本機がアメリカ製の最新戦闘機F-22には空戦能力の点では劣ると認めた上で、F-22とF-35の両機それぞれの得意分野である空中戦闘能力と対地攻撃能力の両方を1機種でカバーできる、フォース・ミックスの観点でも優れた戦闘機として各国軍への宣伝を行なっている。また、タイフーンは、対空対地両方の装備をした上で作戦中に、敵航空戦力の迎撃を受けた場合でもその状態のまま反撃を行うことが可能としている。これは、航空作戦時に敵の航空機による攻撃を受けた場合には、爆装を放棄し自機の迎撃を行うしかない既存機よりも大きなメリットであるとしている。一般的なマルチロール機では、出撃してから任務が変更されると、兵器の換装のため帰投する必要が多いが、この機体ではその必要がない。ユーロファイター社は、このような多用途性と作戦能力を発展させた運用を「スウィング・ロール能力」と称している。
低翼機であるが、双発機ながら空気取込口が胴体直下にあることもあって、主翼下のグランドクリアランスが広い。翼端を除いて13ものハードポイントがあり、大推力に裏打ちされた7.5トンの兵装搭載容量を持つため、攻撃機としての能力が高い。一方で、スイス空軍による評価試験では対地攻撃能力はラファールに及ばないと評価されている。
トランシェ1ブロック5からはPIRATE（受動式赤外線探知装置）を装備し、胴体下にイスラエルのラファエル社製、ライトニングIII目標指示ポッドを搭載できる。

### 機動性
また、空対空ミサイルを6発装備した状態で超音速巡航飛行が可能とされ、空対空装備時にマッハ0.9からマッハ1.5へアフターバーナーを使用し加速する場合、所要時間はF-35の2/3で済み、マッハ1.5における維持旋回率はF-35の二倍とされる。空対空装備時における推力重量比は1.13。
イングランド北西部において2005年に行われた共同訓練中に、タイフーン複座機に2機のF-15Eが襲いかかったものの、ドッグファイトでタイフーンに撃退されたという説がある。
イギリス防衛評価研究所（DERA）の試算をもとに、改良型Su-27（Su-27M相当）と撃墜対被撃墜比率を比較するとタイフーンは3から4.5対1の割合で有利である。

### ステルス性
前方からのRCS低減のみを配慮したと言われる機体は、電波吸収材の多用により、トーネードに比べレーダー反射断面積（RCS）が4分の1以下に減少した。BAESの評価では正面からのRCSの値は最新型F/A-18E/Fやラファールよりも小さく、ステルス機に次ぐという評価もある。最近の報道では機体のRCSは一般的な中小型戦闘機の20%、もしくはそれを下回る数値である1m2以下だと推定されている。また、2010年時点の情報によれば、0.05-0.1m2とも言われている。

### 相互運用性（インターオペラビリティ）
イギリス空軍のユーロファイター タイフーンFGR4は、2008年5-6月にアメリカ合衆国ネバダ州ネリス空軍基地で行われた共同演習「グリーンフラッグウエスト」に参加し、アメリカ空軍やアメリカ陸軍地上部隊との共同作戦をこなしていることから、BAEシステムズ社は、タイフーンのアメリカ軍兵器システムとの相互運用性について問題はないとしている。
また、2011年2月2日には、駐日英国大使館におけるユーロファイター説明会において、デイビッド・ウォレン駐日英国大使は、「ユーロファイターはアメリカ軍との定期的な合同演習で完全な相互運用性が実証されている」と述べ、同機がアメリカ軍との相互運用性で問題が無いことをイギリス政府として公式に認めている。

### 作戦能力

#### 制空
小型の機体に出力の大きなエンジンを備え、高速での格闘戦闘でも有利な性能を備える。制空仕様の場合には中/長距離空対空ミサイルを6発、短距離空対空ミサイルを2発、外部燃料タンク3つを同時に搭載できる。

#### 対地
トランシェ1ブロック5よりレーザー誘導爆弾の運用能力が付加され、トランシェ2ブロック15から巡航ミサイルや対装甲ミサイル、超音速で爆撃可能な各種航空爆弾の運用を可能にする計画がある。

#### 対艦
BAEシステムズが日本への売り込みを図った際、空対艦ミサイルを最大6発搭載できるだけでなく、外部燃料タンクと各種ミサイルを同時に積載できる為、遠距離の海上脅威に対する任務遂行中に航空脅威に遭遇しても対応可能であるなど、日本が重点を置く対艦任務の性能を強調していた。

## 生産
開発国向けの量産機数合計620機は3段階に分けて生産され、各段階に向けたスパイラル方式での近代化が行なわれる。それぞれの段階はトランシェ（Tranche：フランス語で"区分"の意）と呼ばれ、1から3までの各トランシェ内でもその初期型から後期型までの仕様の違いに応じてブロック数で表される。トランシェは発注段階の区分であり、仕様の違いではない。
従ってトランシェ数のみによって機体の能力を決め付けるのは必ずしも妥当ではない。また、ブロックについても改修をすることにより、その後のブロックと同等の能力を得ることが可能で、例としてイギリス空軍が取得したトランシェ1 ブロック2/2Bは、その後の改修により、ブロック5と同様の能力を付与され攻撃、偵察も可能な多目的機となっている。
| トランシェ   | オーストリア | ドイツ | イタリア | クウェート | オマーン | サウジアラビア | スペイン | イギリス | カタール | 合計 |
| ------------ | ------------ | ------ | -------- | ---------- | -------- | -------------- | -------- | -------- | -------- | ---- |
| トランシェ1  | 15           | 33     | 28       | 0          | 0        | 0              | 19       | 53       | 0        | 148  |
| トランシェ2  | 0            | 79     | 47       | 0          | 0        | 48             | 34       | 67       | 0        | 275  |
| トランシェ3A | 0            | 31     | 21       | 28         | 12       | 24             | 20       | 40       | 24       | 200  |
| トランシェ4  | 0            | 38     | 0        | 0          | 0        | 0              | 0        | 0        | 0        | 38   |
| 合計         | 15           | 181    | 96       | 28         | 12       | 72             | 73       | 160      | 24       | 661  |

### トランシェ1 (Tranche 1)
ブロック1
最初の量産仕様機で、メインコンピューターのソフトウェアはPSPI。DASSは搭載されていない。複座型しか製造されておらず、初期の乗員訓練と防空訓練のみに使用。飛行試験用5機と量産機31機。
ブロック2
防空能力を高めた完全な初期作戦能力を持った機体で、ソフトウェアをPSPI2に変更。一部簡略化されたDASSを搭載。また、キャプターレーダー、IFF、MIDSについてある程度のセンサー融合がなされた。更に自動操縦装置、マイクロ波着陸装置、直接音声入力装置の簡易版を搭載。47機を生産。
ブロック2B
ブロック2と同じだがケアフリーシステムを追加。38機を生産。
ブロック5
完全作戦能力を持った機体。GBU-16などのペイブウェイIIや1,000lb通常爆弾の携帯が可能になった他、BK-27の空対地使用が解禁され、DASS、直接音声入力装置、センサー融合共に完全な能力を得た。また、PIRATEを追加した（独向け機体を除く）21機を生産。
ブロック5A
ブロック5に準じたオーストリア空軍向け、下記4か国分から調達した15機。
2005年3月までの総生産機数148機。

### トランシェ2 (Tranche 2)
ブロック8/8A/8B
能力向上と旧式化した部分を取り除いた新しいミッションコンピューターを導入するもの。初期のソフトウェアはブロック5と同じだが8A/8Bではバージョンアップしている。
ブロック10
ペイブウェイIII、JDAMなどが携帯でき、スウィング・ロールが可能になった。また、GPS、IFF、MIDSの能力が強化された。
ブロック15
ストームシャドウ、KEPD 350巡航ミサイルなど空対地攻撃能力を更に向上させ、最大離陸重量を引き上げた。スウィング・ロール能力も向上。
2005年12月17日に開発参加4か国合計で236機の導入契約を締結。これに加えトランシェ1でオーストリアの分を各国で計15機調達が減った分トランシェ2が15機増産される。また、イギリスは自国の調達分のうち24機をサウジアラビア空軍に譲っている。

### トランシェ3 (Tranche 3)
対地攻撃能力を完全実装したタイプで、開発参加4か国合計で236機を調達する予定であった。2009年7月の会議において、3Aと3Bの二種に分けて調達することが決定した。この決定と同時に合計112機のトランシェ3Aの調達を確定させたが、残りの3Bのオーダーについては各国における防衛費削減を原因として不確定さが増している。イギリスは3Bの調達を予定しておらず、さらに、調達を急いでいたサウジアラビアへ自国のトランシェ2の調達枠24機分を譲り、その代替として既に注文を確定させたトランシェ3A 40機のうち24機をあてるとしている。
ブロック20 
ESM/ECM機能の強化、DASSの探知距離延伸などを予定。
ブロック25
サウジアラビア向けの24機。
ブロック30
オマーン向け。

### ユーロファイター2020
ユーロファイター2020とは、『ユーロファイター・ワールド』2011年2月号で掲載されたコンセプトであり次のような改良が盛り込まれている。
- 主翼前端にストレーキ（LERX）を追加。
- EJ200の推力増強と推力偏向ノズルの導入。
- コンフォーマル・フューエル・タンク（CFT）への対応。
- 新型ターゲティングポッド・偵察ポッドの運用能力。
- 新しいヘルメット装着シンボロリックシステム（HMSS）や新型オートパイロットによるパイロットへの負荷軽減。
- DASSシステムの強化（レーザー警報装置やパッシブ・ミサイル警報装置の強化）。
- 新型ミサイル・誘導爆弾への対応。

### トランシェ4 (Tranche 4)
ドイツ空軍がトランシェ1の代替機として調達するモデル。トランシェ3Aをベースにアップデートを行ったものとされる。2020年11月11日単座30機、複座8機で計38機の調達契約を締結した。

### アップグレード
配備後に施されたアップグレードには、以下のようなものがある。
フェーズ1強化A (P1Ea)
ライトニングIII照準ポッド、IRIS-Tの運用能力、機関砲の対地掃射能力の付与、HMSSへの対応、MIDSの機能拡張など。
フェーズ1強化B (P1Eb)
イギリス空軍で実施。ペイブウェイIVを6発携行できるようにするなど対地攻撃能力の強化、GPSの改良、対妨害機能の向上、戦術表示の改善など。
フェーズ2強化A (P2Ea)
DASSの機能強化、初期のストーム・シャドウの統合化。
フェーズ2強化B (P2Eb)
ミーティアの統合を行うための機能強化。
フェーズ3強化A (P3Ea)
イギリス空軍で実施。ブリムストーンやストーム・シャドウの完全な統合化。
フェーズ3強化B (P3Eb)
クウェート向けの機体に実装。
空力改修キット（AMK）
胴体へのストレーキの追加と主翼前縁付け根延長により、主翼の揚力を25％、飛行最大迎え角を45％、横転率を100%増加させる計画。

### ユーロファイターEK
ドイツ空軍がトーネードECRの後継機として配備予定の電子戦機型。EKは、「Elektronischer Kampala」の意味。2023年11月29日にドイツ連邦議会でエアバスによるユーロファイター15機の改造が承認され、エアバスからは11月30日に開発が発表された。
アメリカのノースロップ・グラマン製AGM-88E AARGM対レーダーミサイル、スウェーデンのSAAB製Arexis電子戦システムを装備し、2030年までにトーネードECRに代わって敵防空網制圧（SEAD）任務を担う。

## 配備
タイフーンの競合はF-35、F/A-18E/F、Su-27などの高価格な高性能機であるが、F-16、ミラージュ2000、ラファール、グリペンなどのローコストの軽量戦闘機とも比較されている。価格は、F-16よりは高く、F/A-18E/FやF-15Eよりは安い価格が示されているとされるが、情報は少ない。2005年にサウジアラビアが当時のレートで約1兆2,000億円で約72機（諸説あり）購入したことから、当時の価格は1機100億円以上であったと憶測されている。インドMMRCA商戦においてのラファールのライセンス生産提案価格が約189億にあたり、タイフーンはその22%増と発表されているために一機約230億で提案されていたものと思われる。また2015年のクウェート販売価格は、一機あたり3億2,100万ドル（約350億円）となっている。
ハードウェアが旧型のため、トランシェ2以降へのアップグレードが難しく余剰となったトランシェ1仕様機を再整備することで、ローコスト機を利用する国にも積極的に提案されている。

### 運用国

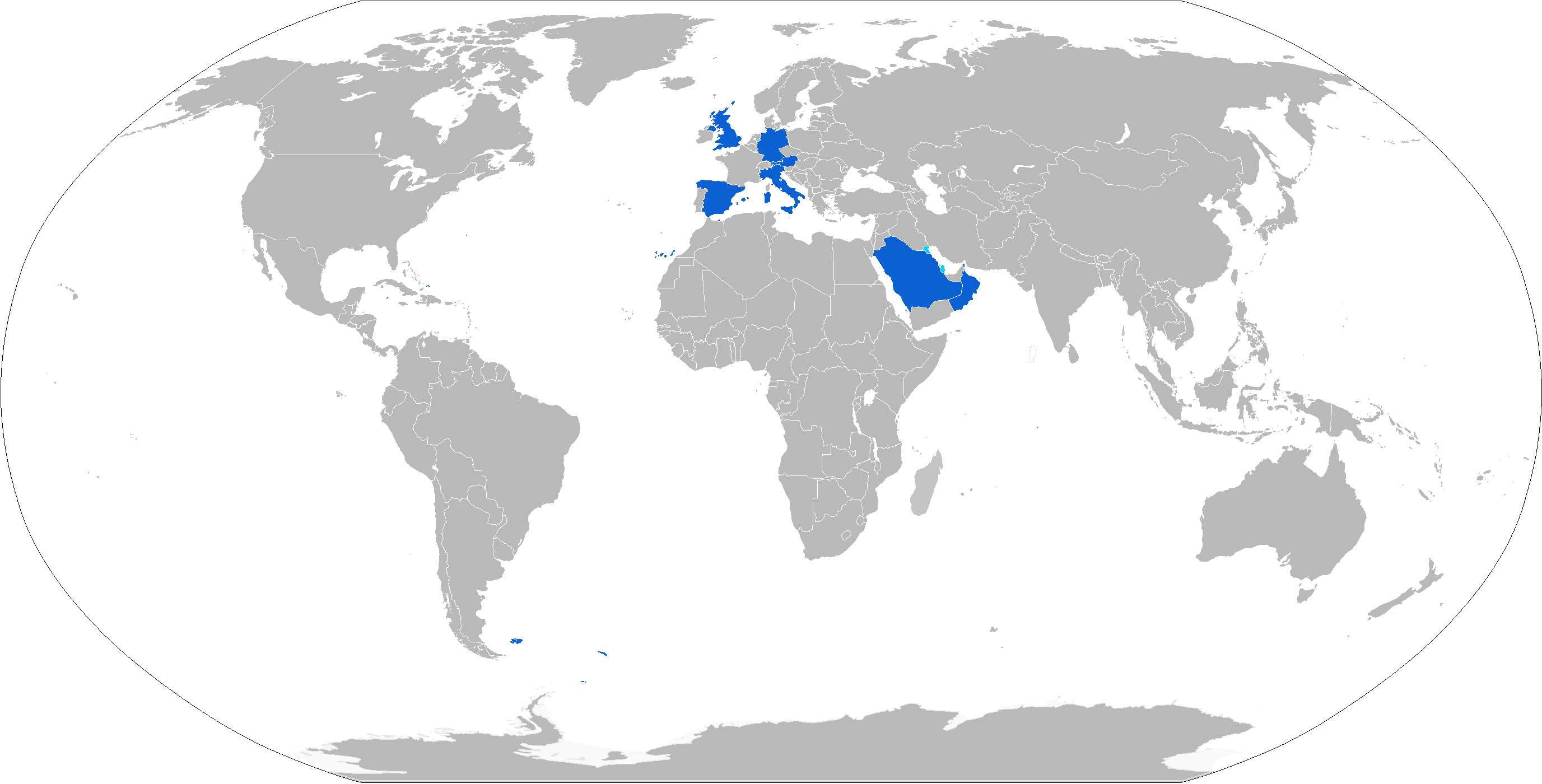
運用国（青）

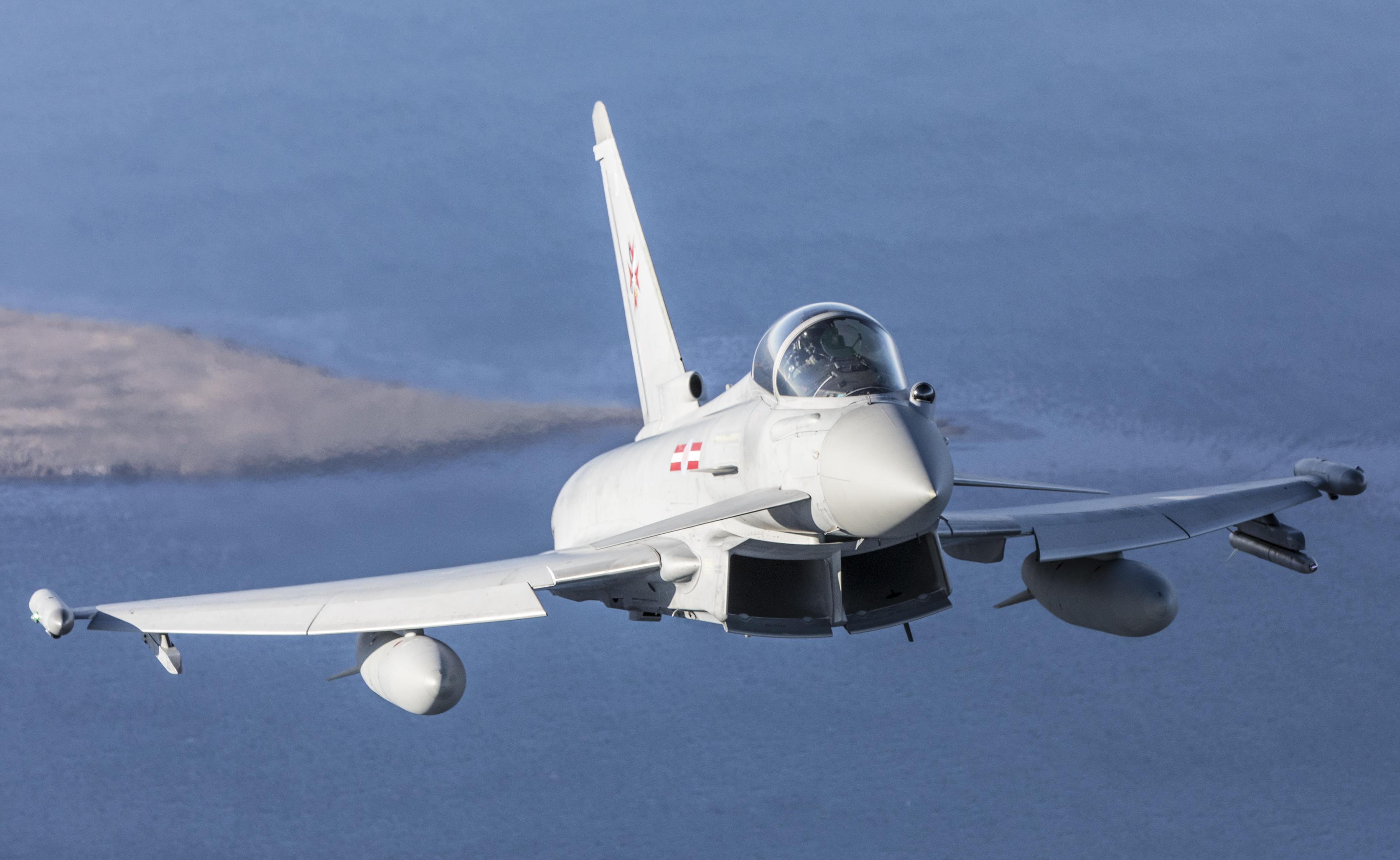
イギリス空軍のタイフーン FGR4

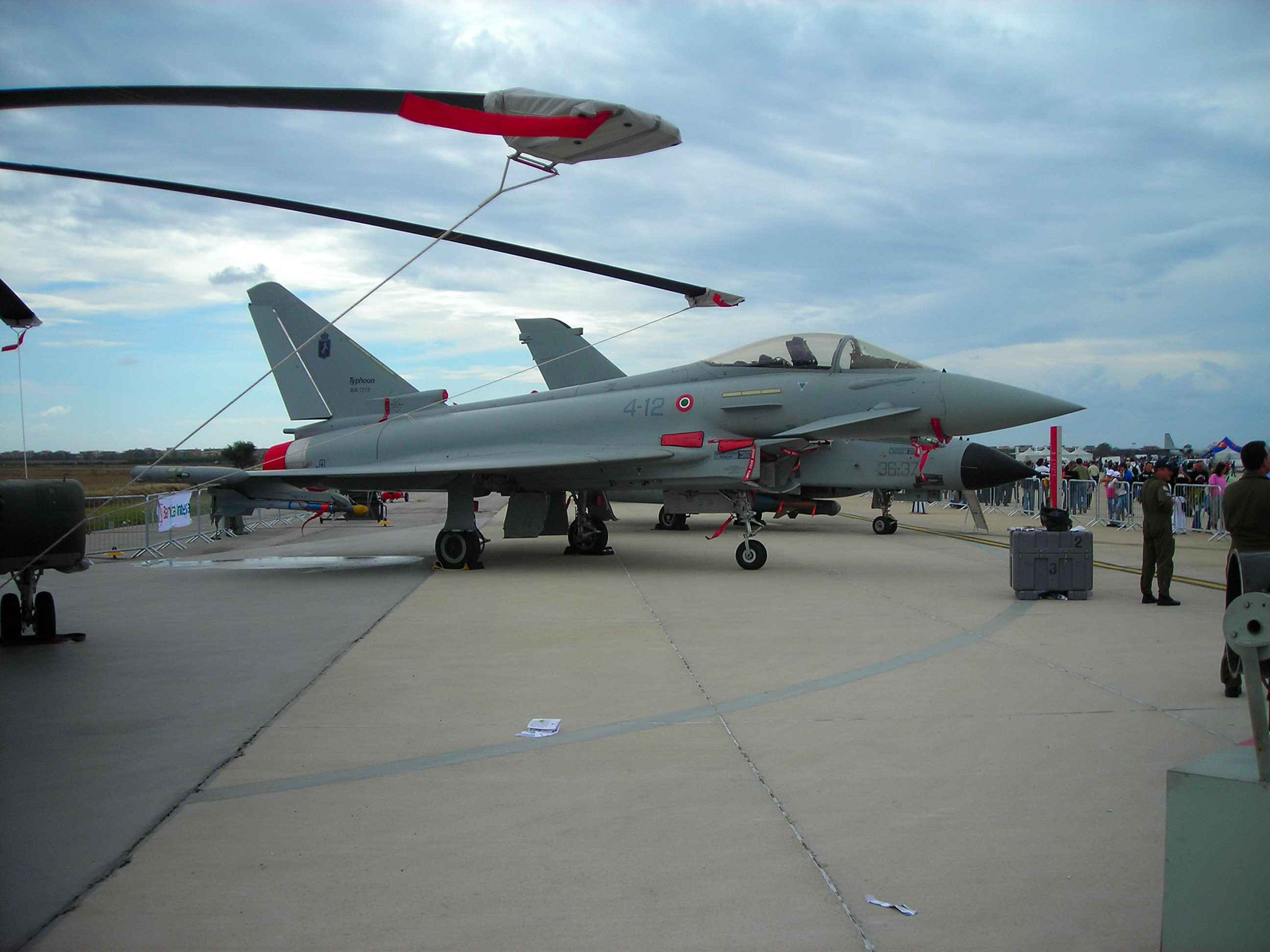
イタリア空軍のタイフーン

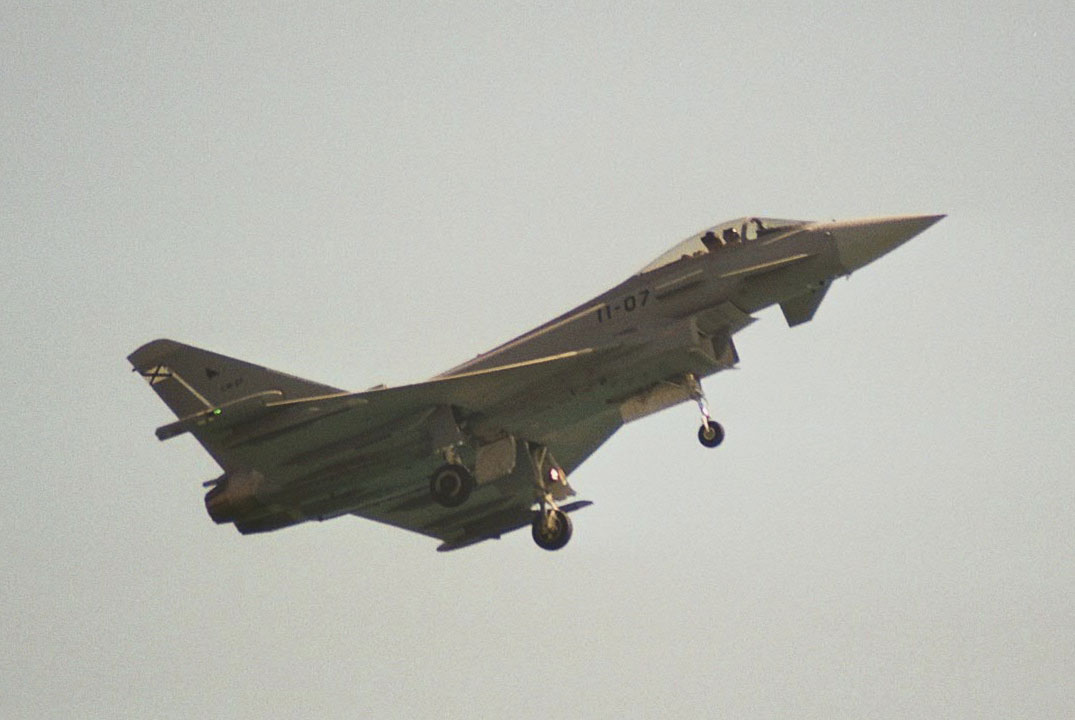
スペイン空軍のタイフーン C.16

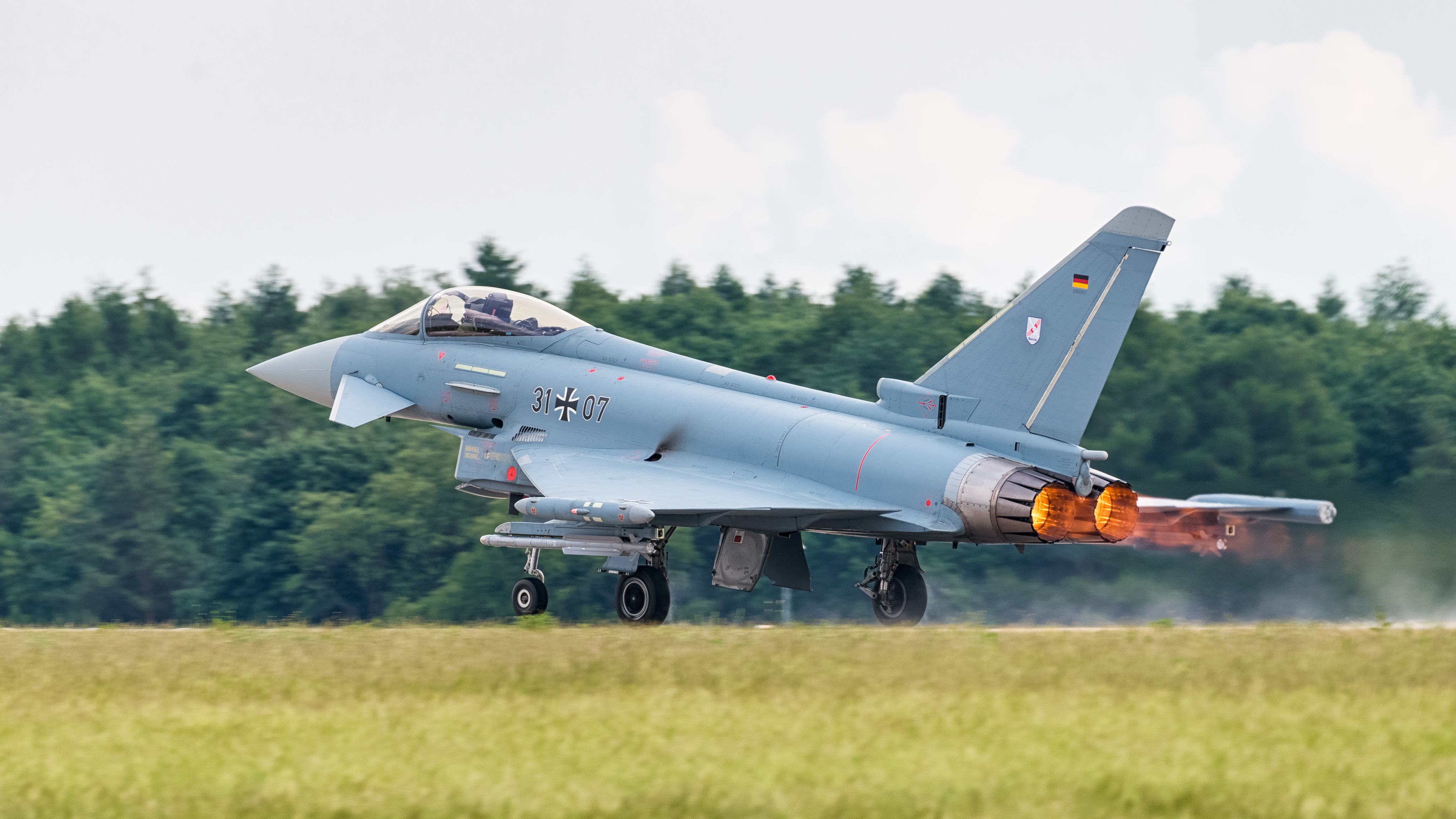
ドイツ空軍のタイフーン

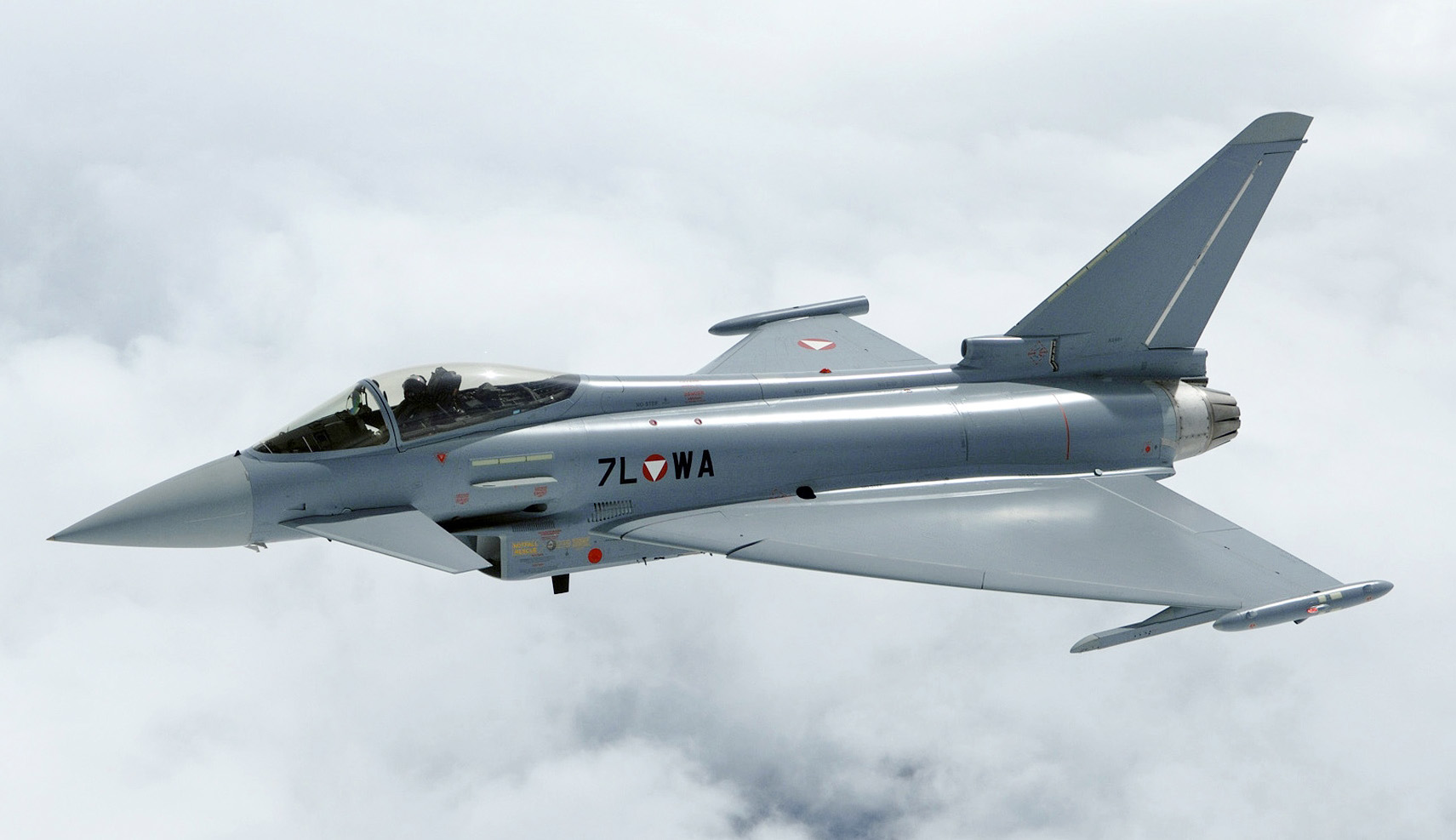
オーストリア空軍のタイフーン

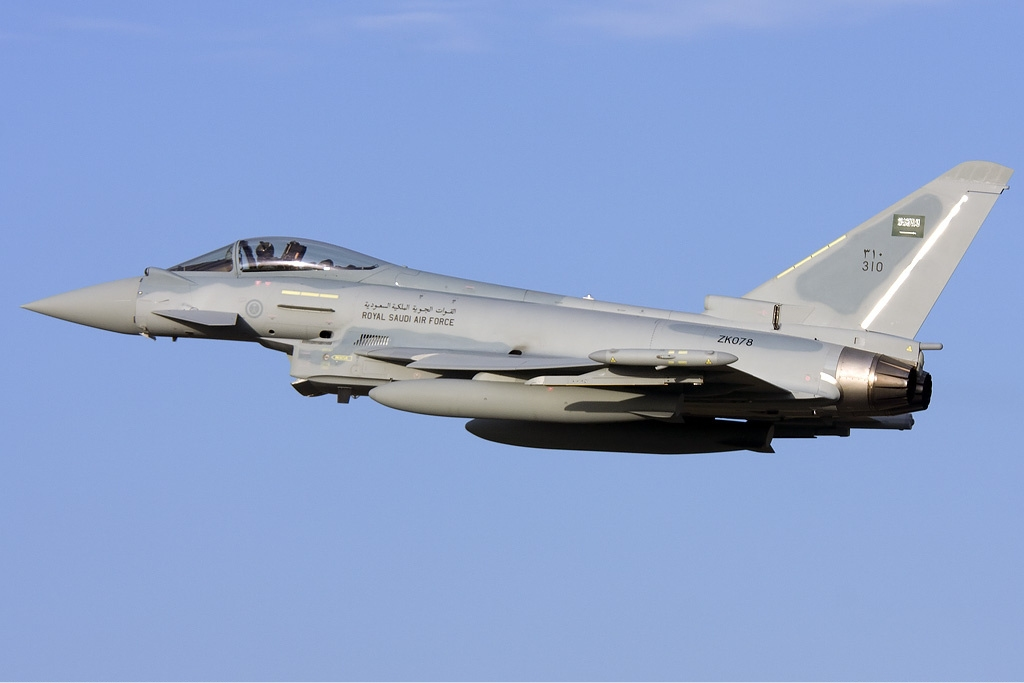
サウジアラビア空軍のタイフーン
（2010年、マルタ上空）

イギリス（イギリス空軍）
160機を導入する予定。
トーネード ADVとジャギュアの後継として検討されたが、ジャギュアについては軍縮により後継を配備せずに退役することとなった。最初の機体は2003年に評価試験飛行隊として再編成された第17飛行隊に配備された。翌年には第29飛行隊が実用機転換部隊として再編成され、2006年には最初の実戦部隊として第3飛行隊が再編成されて同年中にQRA任務を開始している。2009年にはフォークランド諸島防衛を担う第1435飛行班にも配備されている。
2018年にはトランシェ1の複座型16機を分解して部品とすることで8億ポンドの予算を節約する決定を行った。2021年3月22日、国防省はイギリス軍の長期計画をまとめた『Defence in a Competitive Age』を発表し、その中で24機全てのトランシェ1を2025年までに退役させ、残りのタイフーンのアップグレードとF-35の追加購入が述べられている。2021年12月14日、シリア内戦中に同国南部で武装勢力「ISIL」と戦っている連合軍に脅威をもたらしたとして、連合軍のアル・タンフ基地の上空で「小型の敵対ドローン」をASRAAMミサイルを用い撃墜した。
 イタリア（イタリア空軍）
防空戦闘部隊に96機を配備。
2020年10月23日に納入を完了した。
2017年9月24日、ラツィオ州で開催された航空ショーでループ飛行の展示中だったタイフーン1機が海面に衝突した。パイロットは脱出できず、死亡した。
2022年12月14日、第37航空団のタイフーン1機が訓練からの帰投中にシチリア島で墜落し、パイロットが死亡した。
2024年7月24日、オーストラリアで開催された多国間演習「ビッチ・ブラック2024」に参加していた1機が、訓練飛行中に墜落した。パイロットは脱出し軽傷を負った。
2024年12月23日、旧式化したトランシェ1の更新用として、最大24機のトランシェ4を発注したことが発表された。
 スペイン（スペイン空軍）
ミラージュF1の後継として2003年から導入。
73機が導入され、2019年12月に完納された。2022年6月23日、F/A-18の後継として20機の追加調達契約を結んだことが発表された。
2024年12月10日、F-18の更新用として、25機のトランシェ4を発注したことが発表された。
 ドイツ（ドイツ空軍）
1997年10月、F-4F ファントムIIとトーネードの後継として180機が計画された。計画生産率は年間15機であった。最終的に発注機数は143機まで削減されている。最初の7機は2004年に第73戦闘航空団"シュタインホフ"に引き渡された。その後2006年にはドナウ川沿いのバイエルン州ノイブルクの第74戦闘航空団に配備された。ドイツ空軍は2019年の段階で140機を保有しているが、稼働率が低すぎて任務に就いているのはわずか4機と報じられている。2019年12月17日にトランシェ3A仕様21+53が引き渡され、143機が完納されたが、トランシェ1 32機の代替に最新仕様の38機を追加購入する構想があり、2021年には最新仕様機に装備するレーダー（2億ユーロ）と電子機器（9,000万ユーロ）をヘンゾルト社に発注した。
2019年6月24日、ミューリッツ湖上空で訓練飛行中だった第73戦闘航空団のEF-2000 2機が空中で接触して墜落した。2機ともパイロットは脱出したが、生還したのは1名のみだった。
ドイツは2022年8月から、中華人民共和国の脅威増大に対応したインド太平洋地域への関与政策の一環として、ユーロファイターや空中給油機などで構成する空軍部隊を同地域に派遣し、同年9月28日には日本の航空自衛隊と日本空域では初の日独共同訓練を実施した。
 オーストリア（オーストリア空軍）
当初24機の導入が決まっていたが、2002年の洪水により計画を2007年まで凍結し、導入機数も結局15機に削減された。また、スウェーデンが同国製サーブ 39 グリペンの不採用の報復として、オーストリアが運用しているサーブ 35 ドラケンのメンテナンス費用を正規価格に変更したため（オーストリアは以前グリペンの導入を約束し、スウェーデンから中古のドラケンを受領していた）、オーストリア側は対抗策としてスイスからリースしたF-5Eと入れ替える形でドラケンを退役させタイフーン配備まで繋いだ。
引き渡しは2007年から始まり、2009年に完了した。パイロットの訓練はドイツで行われるため、複座型は導入していない。オーストリア空軍のタイフーンは運用コストの高さが指摘されており、2020年7月6日には費用捻出のためにサーブ 105Ö 12機を退役させることが発表された。またより安価な戦闘機に更新しタイフーンを売却することも検討されており、インドネシアが興味を持っているという。
なお、2017年にはタイフーン導入に関する不正疑惑が浮上したが、エアバスは疑惑を否定し捜査に協力、検察当局に資料を提出している。
 サウジアラビア（サウジアラビア空軍）
2005年12月下旬に導入が決定したと報じられた。ヨーロッパ諸国以外では初の受注となる。導入機数は72機で、内48機はサウジアラビア国内で組み立てられる予定であったが、交渉の結果、国内組み立ては実現しなかった。引き渡しは2009年から開始されている。
代替されるのは空軍のトーネード ADVもしくはF-5E/Fと言われている。同国に関連する汚職事件に関し、イギリス側の司法当局が捜査を行っていたが、両国の信頼関係を損なう恐れとまとまった商談が破棄される恐れがあるとして捜査を中止したことに際し、まとまった商談はタイフーンの輸出に関する事柄だったのではと一部で言われている。
2017年9月13日、イエメン上空で任務飛行中のタイフーンが墜落して、パイロットは死亡した。
 オマーン
2008年に中古のトランシェ1を24機購入する予備契約を交わしたが、F-16の追加発注によりご破算になったという見方をする報道があった。しかし2012年12月21日に新造機12機の採用を決定した。2017年より引き渡し開始。
 クウェート
F/A-18C/Dの更新用として検討され、2015年5月にはF/A-18E/Fが28機発注されたと報じられていたが、同年9月11日に一転してトランシェ3 28機（単座型22機、複座型6機）の採用を決定した。クウェート空軍のタイフーンはキャプターEスキャンレーダー搭載のP3Eb相当の機体で、2019年12月23日に初飛行した。2021年12月7日に2機が納入された。
 カタール
インドへ売却する予定のミラージュ2000-5の後継として24-36機を導入する予定でF-35、F/A-18E/F、F-15E、ラファールと共に候補に挙がったが、この時は2015年4月30日にラファール24機の採用が発表された。2017年9月17日、英国政府は、カタールが24機のユーロファイターを調達する意向表明書に署名したと発表した。2022年8月15日に最初の4機が就役した。

### 検討中の国家
リビア
2012年7月、内戦に伴い崩壊した空軍を再建するべくラファールとともに購入する計画を発表した。
 ペルー
2013年にスペイン空軍から中古のトランシェ1 18機の譲渡を提案された。
 バーレーン

 インドネシア
2020年にオーストリア空軍のトランシェ1 15機の購入に向けて、インドネシアの国防大臣がオーストリアの国防大臣に公式協議を提案した。
 トルコ
F-35Aの導入を予定していたものの、国内生産時の分担比率の問題と、当時はF-35A自体が生産されるか流動的となっていたため、万が一の保険としての打診が、トルコから一部の製造企業に対して行われた。だが、タイフーンではF-35Aのステルス性能を代替できないという根本的な問題やアメリカとの結びつきを重視した結果、当初の予定どおりにF-35Aの導入で決定した。
しかし、ロシアからS-400地対空ミサイルシステムを導入したことでF-35Aの導入計画が頓挫し、F-16Vの導入も不明慮なことから、2022年9月23日にタイフーンの購入について交渉していると発表している。

### 過去に検討された国家
アラブ首長国連邦
2012年に検討したが、翌年に断念 。
 カナダ
エアバス・ディフェンス&スペースがカナダ空軍のCF-18の後継機に提案していたが、NORADのセキュリティ要求にかかる費用が高すぎ、カナダ空軍の要求仕様の見直しから、2019年8月30日にエアバスがコンペティションから降りることが発表された。
 スイス
ラファール、JAS39グリペンと共にF-5Eの後継機候補となっていたが、グリペンEを22機導入することを発表した。しかし2014年5月18日に行われた国民投票により導入のための国債発行が否決されてしまい、導入するかどうかは現時点では不明。
 チェコ
2014年末にリース期限が切れるグリペンの後継機として提案されており、イタリア、ドイツ、スペイン、イギリス各空軍の中古機を新品の30-40%引きで提供できるとしていたが、最終的にグリペンのリースが継続されることになった。
 デンマーク
F-16の更新用として提案されていたが、2016年5月11日にF-35A 27機の調達を決定した。
 ギリシャ
F-4E（ファントムII）の後継として、1999年4月には60 - 90機の購入要求を行い、ユーロファイター社への参画も視野に入れるなど最初の輸出国となる予定であったが、多額の支出が見込まれるアテネオリンピックを控えていたことや、後の経済危機の影響により、幾度かの購入延期の末、2006年6月に導入計画が白紙化。後に導入コストの問題からアメリカ製F-16C/D Block 52の追加購入が決定された。
 インド
インド空軍が購入を予定している126機の多目的戦闘機（MMRCA）の最終候補としてラファールとタイフーンが残っていた。ラファールが独占交渉に入ったと報道され、その後フランス国防相もこれを認めた。
 日本
航空自衛隊の老朽化したF-4EJ改戦闘機の更新計画として進められていた第4次次期戦闘機F-Xの候補の1つとしてタイフーンの導入が検討され、当機の日本への売り込みは英国のBAEシステムズ社が主に担当し、イタリアのアレニア・アエロナウティカ社もその支援に当っていた。しかし、最終的に日本はF-35A 42機の導入を決定した。
第4次F-Xに対するBAEシステムズ社の意気込みは大きく、アビオニクスをはじめとする日本独自の電子機器類の搭載や誘導弾などへの対応と、ライセンス生産までも認めるなど、競合機と比べてかなり柔軟な売り込み姿勢をとり、副社長その他の幹部、テストパイロットなどが幾度も来日して会見や日本政府など関係各方面への働きかけを行っていた。
BAEシステムズ社は、日本におけるタイフーンのメリットを、価格水準と取得性の高さ、機体性能の高さ、日本におけるライセンス生産と機体組み立てにおける日本航空機産業の関与、参加の保証、などを以って積極的にアピールしており、2007年5月31日には三菱重工業とユーロファイターの生産ライセンス供与について交渉したことを発表している。
F-35に敗退した後も、BAEシステムズでは2030年代に退役が始まるF-2の後継機として、タイフーンをベースとした機体の共同開発を提案していたが、2020年予算において新規開発とする事が決定し事実上共同開発は廃案となった。
 韓国
F-15Kやラファール、Su-35とともにF-4Dの更新用として提案されたが、最終的に韓国空軍は政治的な問題からF-15Kを40機採用した。不採用の要因として、韓国の選定当時はまだ開発段階で、対地攻撃能力実証が間に合わなかったのが原因といわれている。同じくF-4D後継機の第2次FXでは、F-15K選定時の不透明な経緯からボーイング以外の入札が行われなかったため、F-15Kの21機追加と言う形に終わっている。
F-4E後継機の第3次FXの60機でも、F-15SE、F-35Aと並んでRFPに応じた。
2013年8月16日に最終入札が行われ、F-35Aは予算不足のため選定から脱落し、8月18日、ユーロファイターは書類不備のため脱落したと発表された。9月24日、防衛事業庁はF-15SE採用を否決して、入札を白紙からやり直す事を発表した。11月23日、入札条件にステルス機能と電子戦能力を追加したため、F-35Aのみを検討対象とすることを事実上決定、40機導入する予定。
 ノルウェー
1990年代末にF-5A/Bの後継、既存のF-16AM/BMの損耗補充用としてF-16C/Dと共に購入を検討し、製造コンソーシアムへの参画についても問い合わせを行っていたが、空軍の規模が縮小され不要となったため実現せず、F-16AM/BMの後継機として選定したF-35Aに一本化された。
 ポーランド
現在のところポーランドは東側時代のソ連製戦闘機に代えて、F-16C/D Block52アドバンスドを主力迎撃戦闘機としているが、これに加えてさらに強力な主力迎撃戦闘機を導入する計画を立てている。ユーロファイター社はポーランド空軍によるタイフーンの大量購入を見込んで売り込みを開始しており、購入数は50-70機ほどと推測されていた。2020年1月31日、MiG-29とSu-22の後継として32機のF-35Aを調達する契約を締結した。
 シンガポール
A-4の後継機として提案当初からシンガポール空軍関係者から有力候補として名前を挙げられていたが、開発の遅れが原因で間に合わず候補から脱落した。その後F-15Eをシンガポールの要求に合わせた改修型のF-15SGとラファールが選考対象として残っていたが、F-15SGの採用が決定した。
 フィンランド
フィンランド空軍が運用するF/A-18C/Dの後継機を選定する『HX Fighter Program』に提案されていたが、2021年12月10日フィンランド国防省公式TwitterでF-35Aを64機購入すると発表された。

## 仕様・性能
出典: エンジン、推力重量比以外は後述の一部を除き全て『軍事研究』を単位変更。
但し、近似値の正確な数値、空虚重量、ヤード・ポンド法単位の数値はDOPPELADLER.COM、Air Force Technologyによる。
諸元
- 乗員: 1名または2名
- 定員: 2名
- 全長: 15.9m （52ft）
- 全高: 5.3m （17.4ft）
- 翼幅: 11.0m（36.1ft）
- 翼面積: 50m2 （538ft2）
- 翼型: カナードデルタ翼
- 空虚重量: 10,995kg （24,240lb）
- 最大離陸重量: 23,500kg （51,809lb）
- 動力: ユーロジェット・ターボ EJ200 ターボファンエンジン
  - ドライ推力: 60kN （6,190kg） × 2
  - アフターバーナー使用時推力: 89kN （9,075kg） × 2

性能
- 最大速度: 

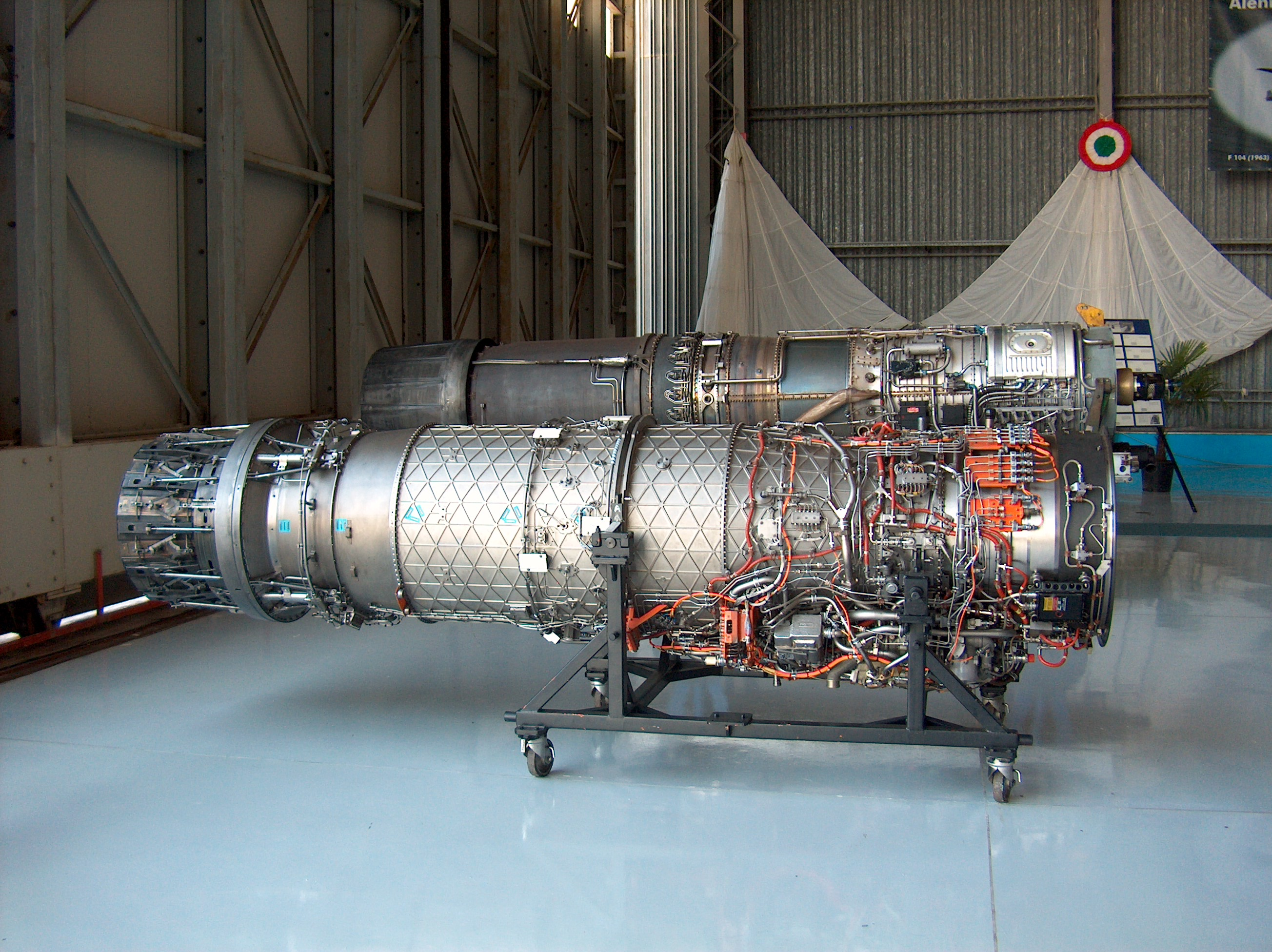
手前がEJ200エンジン。奥に隠れて見えるのがRB199エンジン。
RB199はかつてタイフーンの試作機に搭載

  - 13,700mで水平飛行・アフターバーナー使用時：マッハ2.0（2,120km/h）
  - 高高度水平飛行・アフターバーナー不使用時：マッハ1.1-1.5
  - 海面高度で水平飛行・アフターバーナー使用：マッハ1.2
- フェリー飛行時航続距離: 3,706km
- 航続距離: 2,900km
- 実用上昇限度: 19,800m （64,961ft）
- 上昇率: 315m/s （1,033ft/s）
- 最大推力重量比: 1.13（空対空仕様時）[13]
- * ブレーキオフから離昇までの所要時間：8秒以内
- ブレーキオフから35,000ft（10,675m）、マッハ1.5までの到達時間：2.5分以内
- 200ノットからマッハ1までの所要時間：30秒
- Gリミット：+9G、-3G

### 兵装
固定武装
- マウザー BK-27 27mm リヴォルヴァーカノン×1門

通常はカバーで蓋がされており、必要な時に外すことになっている。ただし計画参加4か国では射撃訓練などをほとんど実施しておらず、イギリス空軍では取り外すことも検討されている。
空対空ミサイル
- IRIS-T
- MBDA ミーティア
- AIM-9 サイドワインダー
- AIM-120 AMRAAM
- AIM-132 ASRAAM

空対地ミサイル
- AGM-65 マーベリック

空対艦ミサイル
- AGM-84 ハープーン（計画）[95]
- シーキラー（英語版）（計画）[95]

対レーダーミサイル
- ALARM
- AGM-88 HARM

巡航ミサイル
- SCALP-EG/ストーム・シャドウ
- KEPD 350

対戦車ミサイル
- ブリムストーン

爆弾
- GBU-31 JDAM 誘導爆弾
- ペイブウェイ II/III/IV 500ポンド-2,000ポンド誘導爆弾

## 展示中の機体
現在3機が退役の上展示されている。
| 型名              | 番号                 | 機体写真 | 国名     | 所有者                               | 公開状況 | 保存状態 | 備考 |
| ----------------- | -------------------- | -------- | -------- | ------------------------------------ | -------- | -------- | ---- |
| S タイフーン DA-1 | 98-29 (ドイツ空軍)   |          | ドイツ   | ドイツ博物館(シュライスハイム航空館) | 公開     | 静態展示 |      |
| T タイフーン DA-2 | ZH588 (イギリス空軍) |          | イギリス | イギリス空軍博物館ロンドン館         | 公開     | 静態展示 |      |
| T タイフーン DA-4 | ZH590 (イギリス空軍) |          | イギリス | ダックスフォード帝国戦争博物館       | 公開     | 静態展示 |      |

## 登場作品

### 映像作品
『トップ・ギア』（BBC）
イギリスの自動車ドキュメンタリー番組。Series 10 Episode 3内の企画の一つとしてイギリス空軍所属の実機が登場し、リチャード・ハモンドが運転するブガッティ・ヴェイロンとコニングスビー空軍基地内でドラッグレース対決を行う。レースはヴェイロン側が滑走路の1.6km地点で折り返すのに対し、本機は離陸後高度1600mまで急上昇した後急降下するという条件で行われ、本機が見事勝利した。
『マイティ・ソー/ダーク・ワールド』
アメリカ映画。イギリス空軍機として登場。ロンドンに現れたダーク・エルフの宇宙船に対する迎撃機として2機が出撃するシーンが登場する。
『Typhoon FGR4』（on Royal Air Force 公式Infographic（英語））
ドキュメンタリー・ネット動画。
『戦翼のシグルドリーヴァ』
TVアニメ。第1話にて登場。コックピットやHMDが実物と忠実に描かれている。モンブランにあるピラーの破壊を試みるが全滅する。
『アポカリプスZ ～終末の始まり～ 』
スペイン映画。スペイン空軍機と思しき機体が2機登場。政府と軍の安全地帯とされるカナリア諸島を目指す主人公達の上空を通過していく。
『ハイジャック』（Apple TV+）
イギリスのTVドラマ。中盤にて、NATO軍に所属する2機が、ハイジャックされた状態でルーマニア領空へ侵入したドバイ発ロンドン行きキングダム航空29便（エアバスA330）を迎撃する形で登場する。首都ブカレストに接近する29便を危険視したルーマニア政府から撃墜命令を受領するが、イギリス外相がルーマニア政府を説得したことで攻撃は中止され、撤退する。
終盤では、ドーバー海峡上空でイギリス空軍所属の2機が迎撃を行うも、こちらは撃墜命令が降りず、29便がロンドン上空へ到達するまで監視を続けた。

### 漫画・小説
『ガーリー・エアフォース』
登場メカニックおよびキャラクターの1人として、一種の無人戦闘機「ドーター」としての改造を施した架空の派生型「EF-2000-ANM」が登場する。
『ライドンキング』
直接登場する訳ではないが、第1話にて西側諸国がプルジア共和国に保有を確約した最新鋭機として、架空の派生型「EF-2030 νTYPHOON」がプルチノフ大統領に渡された資料内に登場する。

### ゲーム作品
『エースコンバットシリーズ』
『エースコンバット』
敵機および自機として「EF-2000」の名称で登場する。
『エースコンバット3』
コフィンシステム搭載などの改良が行われた架空機体「EF2000E タイフーンII」が登場。設定上はプレイヤーが当初所属する治安維持対策機構「UPEO」が傘下の軍事企業と開発したものとされており、ゲーム中では特段目立った性能がない平凡な性能を有している。
『エースコンバットZERO』
ベルカ空軍のエース部隊の一つ「ロト隊」の機体として登場するほか、自機としても使用可能。
『エースコンバット6』
エストバキア空軍が使用。
『エースコンバットAH』
NATO軍がアメリカ軍と共同でNRFからドバイを防衛するために使用。
『エースコンバット∞』
傭兵部隊のパイロット、「ボーンアロー2/オメガ」が使用する他、プレイヤーが操作できる。
『エースコンバット7』
プレイヤーの操縦可能な機体、もしくは敵機として登場する。

『エアフォースデルタ』シリーズ
初代と『2』では自機または敵機として「EF-2000」の名称で登場。『ブルーウィングナイツ』では「Typhoon」の名称で登場し、主人公の一人であるジョン・ランダルやパイソン隊隊員、EDAF正規軍パイロットが搭乗する。
『エナジーエアフォース』シリーズ
「EF-2000」の名称で登場。『エナジーエアフォース』では味方機として、『OverG』では敵機として登場する。但しどちらも自機としては使用不可。
『サイドワインダー』シリーズ
『2』『F』『V』の3作品にて自機または敵機として「EF-2000」の名称で登場。
『トムクランシーズ H.A.W.X.2』
イギリス空軍の主力戦闘機として登場。
『バトルフィールド2』
EUの戦闘機として登場する。
『War Thunder』
ドイツ、イギリス、イタリアの3カ国に同時実装。